# پدرو فرناندز
پدرو فرناندز کانترو (انگلیسی: Pedro Fernández; ۲۹ آوریل ۱۹۴۶ – ۲۱ نوامبر ۲۰۲۰) بازیکن فوتبال اهل پاراگوئه بود که در پست مدافع بازی می‌کرد.

## زندگی حرفه‌ای
فرناندز تمام دوران حرفه‌ای خود را در اسپانیا با بارسلونا و گرانادا گذراند. او در سال ۱۹۶۷ در لالیگا در کنار بارسلونا بازی می‌کرد و هشت بار در دو فصل با این باشگاه بازی کرد. آخرین بازی او برای بارسلونا تساوی ۱–۱ مقابل والنسیا در ۱۶ آوریل ۱۹۶۹ بود.